# LIVE ALIVE
LIVE ALIVE는 대한민국의 음악 그룹이다. 2018년 EP 《22.2》로 데뷔했다.

## 음반
- 22.2 (2018)
- PLAYGROUND (2019)
- Bing. (2019)